# Canadá nos Jogos Pan-Americanos de Inverno de 1990
O Canadá competiu nos Jogos Pan-Americanos de Inverno de 1990, em Las Leñas, na Argentina, e conquistou a segunda posição no quadro de medalhas com 7 no total, sendo 2 de ouro. Foi, ao lado dos Estados Unidos, o único país cujos representantes subiram no pódio. A delegação canadense contou com 25 atletas.